# 이노우촌
이노우촌(稲生村)은 미에현 안키군·가와게군에 있던 촌이다. 현재의 스즈카시 남부, 이세선 스즈카서킷 이나후역의 연선에 해당한다.

## 역사
- 1889년 4월 1일 - 정촌제 시행에 의해 안키군 이노우촌이 성립하였다.
- 1896년 4월 1일 - 군제 시행에 의해 가와게군으로 변경되었다.
- 1942년 12월 1일 -  시로코정,간베정, 이노촌, 가와노촌, 이치노미야촌, 미다촌, 다마가키촌, 와카마쓰촌, 스즈카군 고촌, 스즈카군 쇼노촌, 마키타촌, 다카쓰세촌과 합병해, 스즈카시가 성립하여, 동일 이노우촌은 폐지되었다.

## 교통

### 철도
현재는 구촌 지역에 이세 철도 이세선 스즈카 서킷 이나후 역이 있지만, 당시에는 미개업 상태였다. 

## 참고문헌
- 角川日本地名大辞典 24 三重県